# Saint-Louis, Haut-Rhin

Saint-Louis (germană Sankt Ludwig) este un oraș în Franța, în departamentul Haut-Rhin, în regiunea Alsacia. Orașul se află în partea franceză a frontierei comune dintre Franța Elveția și Germania, în apropierea orașului elvețian Basel. 

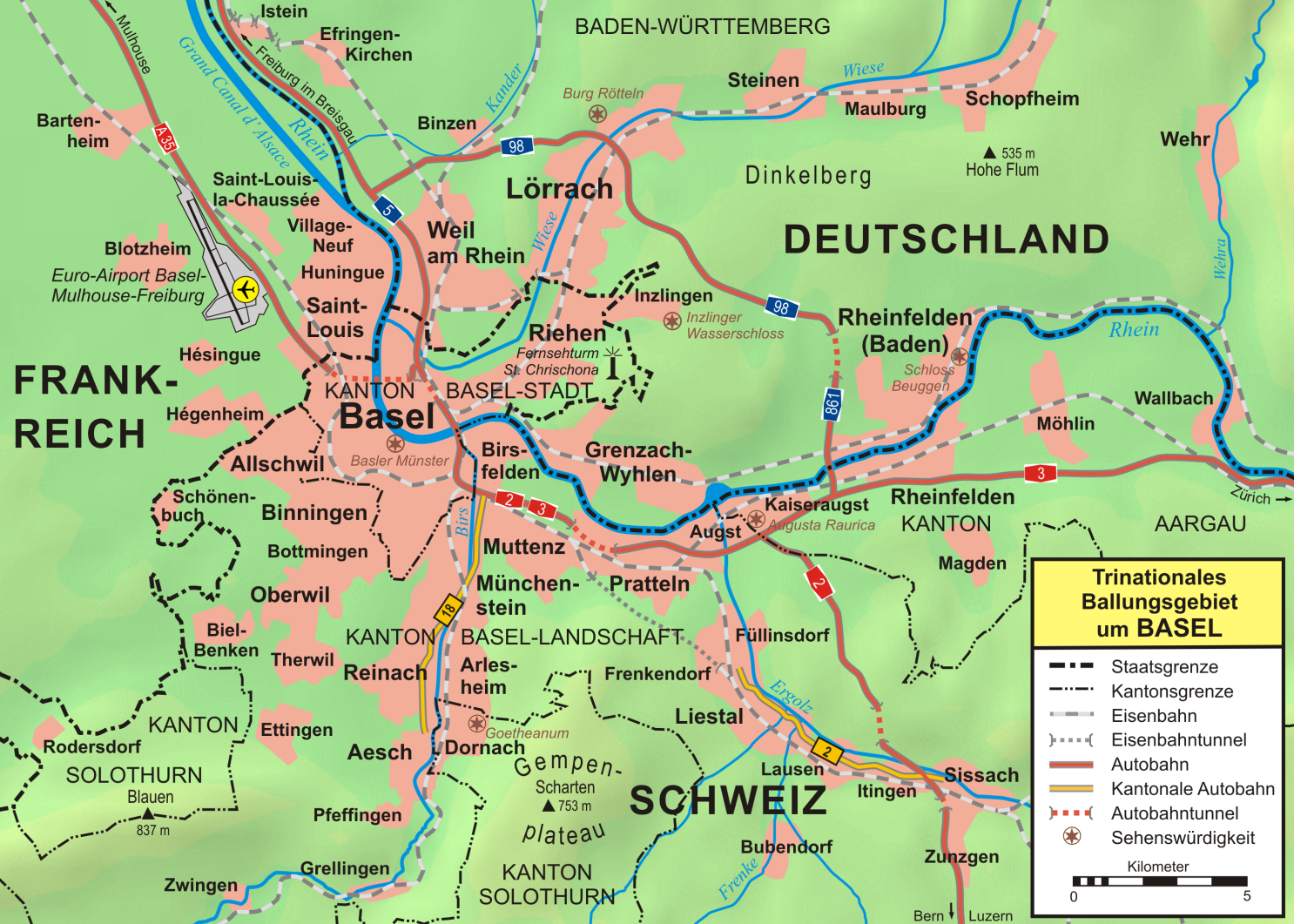
Saint-Louis

1. ↑  répertoire géographique des communes, accesat în 26 octombrie 2015
2. ↑  dataset of postal codes in France, 1 octombrie 2018